# Táscitha Oliveira
Táscitha Oliveira Cruz (Salvador, 30 de janeiro de 1993) é uma atleta paralímpica brasileira.

## Biografia e carreira
Táscitha é natural de Salvador, em Bahia. Ela nasceu com encefalopatia bilirrubínica, uma doença que deixa sequelas neurológicas. No caso de Táscitha, sua fala e coordenação motora foram os mais afetados.
Nos Jogos Parapan-Americanos de Toronto 2015, Táscitha conquistou a medalha de prata nos 100 e nos 200 metros rasos classe T36. Ainda em 2015, disputou o Campeonato Mundial de Para-Atletismo, realizado em Doha, no Qatar, onde classificou-se para disputar a final das duas provas em que compete, os 100 e os 200 metros. Terminou ficando em 4.º lugar em ambas.
Representou o Brasil nos Jogos Paralímpicos Rio 2016 onde competiu nos 100 metros T36 ficando em 6.º lugar na final com 15s28. Já nos 200 metros terminou em 5.º lugar.
Nos Jogos Parapan-Americanos de Lima 2019, a atleta faturou a prata nos 100 metros rasos classe T36 com a marca de 31s16. O ouro ficou com a argentina Yanina Martínez. Nos 200 metros ficou, novamente, com a prata. Em novembro do mesmo ano, disputou o Campeonato Mundial de Para-Atletismo, em Dubai, nos Emirados Árabes Unidos, ficando com a medalha de bronze na prova dos 100m T36 com o tempo de 14s38. O ouro ficou com a chinesa Yiting Shi. Nos 200 metros, ela terminou na 7.ª colocação.
Ela competiu nas Paralimpíadas de Tóquio 2020, porém não obteve medalhas.

## Principais conquistas
Campeonato Mundial de Para-Atletismo
- Bronze – 100 metros rasos (Dubai 2019)[10]

Jogos Parapan-Americanos
- Prata – 100 metros rasos (Toronto 2015)[2]
- Prata – 200 metros rasos (Toronto 2015)[3]
- Prata – 100 metros rasos (Lima 2019)[7][8]
- Prata – 200 metros rasos (Lima 2019)[9]